# Яковаке, Александру
Александру Яковаке (рум. Alexandru Iacovache) — румынский политический, государственный и военный деятель XIX века, генерал, военный министр Соединённых княжеств Молдавии и Валахии (12 октября 1863 — 11 апреля 1864).